# Myricanthe
Myricanthe é um género botânico pertencente à família Euphorbiaceae.

## Espécie
Myricanthe discolor 

## Nome e referências
Myricanthe Airy Shaw